# 30.ª Cumbre de la Liga Árabe
La 30.ª Cumbre de la Liga Árabe o la Cumbre de Túnez fue una cumbre que se realizó el 31 de marzo de 2019 en Túnez, República de Túnez, concretamente en el Palacio de Congresos.

## Contexto
La cumbre anterior se llevó a cabo en Dhahran, Arabia Saudita, el 15 de abril de 2018. Como en todas las cumbres, resultó en una serie de decisiones, quizás la más destacada es la relacionada con el estatus de Palestina, ya que estipuló la invalidez e ilegalidad del reconocimiento estadounidense de Jerusalén como la capital de Israel. También exigió que los países del mundo no trasladen sus embajadas a Jerusalén ni la reconozcan como la capital de Israel. A pesar de esto, la mayoría de estas decisiones no se implementaron. Más bien, los propios países árabes se precipitaron hacia la normalización con la entidad sionista. En tan solo un año, el llamado himno nacional israelí sonó en Doha, la capital de Catar, en Abu Dhabi, la capital de los Emiratos Árabes Unidos, y en Rabat, la capital de Marruecos. Los tres países también participaron junto a otros países árabes como Kuwait, Arabia Saudita, Yemen, Omán y otros en la Conferencia de Varsovia, que se realizó con el objetivo de combatir la ola iraní en la región de Oriente Medio, y contó con la presencia del primer ministro israelí, Benjamin Netanyahu, quien se sentó en la misma mesa junto a los responsables de asuntos exteriores del resto de países árabes, lo que supone un precedente en la historia de normalización con Israel.
Además del tema palestino, que se considera uno de los temas más importantes, si no el más importante, los países árabes atraviesan también crisis y severas divisiones que afectaron directa e indirectamente al resto de los temas. Por un lado, la crisis diplomática con Catar sigue ensombreciendo todos los acontecimientos, y ha afectado de alguna manera a la causa palestina en general y a la Franja de Gaza en particular, donde la división catarí-saudí se hizo patente a través del apoyo del primero al Movimiento de Resistencia Islámica, Hamás, y de su rechazo por parte de este último, cuyos retractores lanzaron un feroz ataque, describiéndolo en ocasiones como un «títere de Israel» y en otras ocasiones como un «títere de Catar» o incluso como un «títere de Irán». Por otro lado, la situación no ha cambiado mucho con respecto al resto de países árabes, ya que la guerra civil siria continúa y el ejército sirio se prepara para tomar el control de los últimos bastiones de la oposición armada, mientras los países buscan restablecer relaciones diplomáticas con el gobierno sirio a nivel árabe y regional, tras una ruptura diplomática que se prolongó durante años tras los acontecimientos y consecuencias de la guerra. En este contexto, el Partido del Renacimiento pidió una reconciliación nacional integral entre todas las facciones en Siria, lo que representa un ligero cambio en las políticas del Partido Islámico, que ha estado boicoteando al gobierno sirio en los últimos años, pero pidió su participación en la reconciliación nacional. Además, se produjo un cambio en la política estadounidense y su papel en el proceso de paz, luego de que el presidente de los Estados Unidos, Donald Trump, reconociera la soberanía de Israel sobre el Golán sirio ocupado, lo que se reunió con la oposición internacional, regional y árabe, y los temores de legitimar la ocupación israelí de esta meseta desde la guerra de 1967, que, según las Naciones Unidas, está violando los derechos de los residentes del Golán.

## Declaración de Túnez
Se espera que los líderes árabes que participaron en la cumbre respalden la Declaración de Túnez, que abordará la centralidad de la causa palestina, el reconocimiento de Jerusalén como capital de Palestina, la afirmación de la identidad siria del Golán y un llamado a la consolidación de una paz integral en el mundo árabe, además de rechazar la injerencia de Irán en la región y condenar los intentos de vincular Islam y terrorismo.

## Participantes
| País                   | Jefe de la delegación                                                                                              | Presencia            |
| ---------------------- | --- | -------------------- |
| Túnez                  | Presidente Beji Caid Essebsi                                                                                       | Presente             |
| Arabia Saudita         | Rey Salman bin Abdulaziz Al Saud                                                                                   | Presente             |
| Jordania               | Rey Abdalá II | Presente             |
| Catar                  | Príncipe Tamim bin Hamad bin Khalifa Al Thani                                                                      | Presente             |
| Kuwait                 | Príncipe Sabah Al-Ahmad Al-Jaber Al-Sabah                                                                          | Presente             |
| Líbano                 | Presidente Michel Aoun                                                                                             | Presente             |
| Yemen                  | Presidente Abd Rabbo Mansour Hadi                                                                                  | Presente             |
| Irak                   | Presidente Barham Salih                                                                                            | Presente             |
| Palestina              | Presidente Mahmoud Abbas                                                                                           | Presente             |
| Yibuti                 | Presidente Ismail Omar Guelleh                                                                                     | Presente             |
| Mauritania             | Presidente Mohamed Uld Abdelaziz                                                                                   | Presente             |
| Egipto                 | Presidente Abdelfatah El-Sisi                                                                                      | Presente             |
| Libia                  | Jefe del Consejo Presidencial del Gobierno de Acuerdo Nacional , Fayez al-Sarraj                                   | Presente             |
| Argelia                | Presidente de la Asamblea Nacional Abdul Qadir bin Saleh                                                           | Presente             |
| Sudán                  | Primer Vicepresidente y Ministro de Defensa Ahmed Awad Ibn Auf                                                     | Presente             |
| Omán                   | Viceprimer Ministro y representante del Sultán Qaboos, Asaad bin Tariq Al Said                                     | Presente             |
| Baréin                 | Viceprimer Ministro Mohammed bin Mubarak bin Hamad Al Khalifa                                                      | Presente             |
| Emiratos Árabes Unidos | Gobernante de Fujairah y miembro del Consejo Supremo de Gobernantes de los Emiratos , Hamad bin Mohammed Al Sharqi | Presente             |
| Comoras                | Ministro de Relaciones Exteriores Mohamed El-Amin Summer                                                           | Presente             |
| Somalia                | Ministro de Relaciones Exteriores Ahmed Issa Awad                                                                  | Presente             |
| Marruecos              | Ministro de Justicia Mohamed Aujar                                                                                 | Presente             |
| Siria                  | | Membresía suspendida |

### Invitados
- Organización de las Naciones Unidas: Secretario General António Guterres.
- : Presidente de la Comisión de la Unión Africana Moussa Faki.
- Unión Europea: Representante de Política de Seguridad y Asuntos Exteriores de la Unión y Vicepresidente Segundo de la Comisión Federica Mogherini.
- Parlamento Árabe: Presidente del Parlamento Mishaal bin Fahm bin Muhammad al-Salami
- Organización para la Cooperación Islámica
- Unión del Magreb Árabe